# Friedrich Degen (Physiker)
August Friedrich Ernst Degen  (* 9. Juni 1802 in Ludwigsburg; † 2. April 1850 in Stuttgart) war ein deutscher Physiker, Chemiker und Geologe (Bergrat).

## Leben
Degen schlug die höhere Bergbau-Laufbahn in Württemberg ein, wozu er ab 1821 auch drei Semester  an der Staatswirtschaftlichen Fakultät in Tübingen studierte. Er war ab 1829 Professor für Physik und Chemie an der Gewerbeschule in Stuttgart, wo er auch Analytische und Praktische Geometrie unterrichtete. Sein Schüler Julius Eugen Schloßberger, der Begründer der physiologischen Chemie an der Universität Tübingen, habe ihn unter seinen Lehrern stets „mit besonderer Vorliebe“ genannt.
Degen war Mitglied des Bergkollegiums und seit 1842 außerordentliches Mitglied des Königlichen Studienrats in Stuttgart.
Er veröffentlichte viele Analysen von Mineralwässern in Württemberg, Abhandlungen über Netzbarkeit von Oberflächen, über ein verbessertes Reflexionsgoniometer und über das Verhalten von Kohle gegen Licht.
Degen war mit Caroline geb. Pulvermüller, Tochter des württembergischen Bergrats Friedrich August von Pulvermüller, verheiratet. Aus der Ehe ging ein Sohn namens Otto hervor.

## Schriften
- Ueber ein Eudiometer, bei dem die Wasserbildung durch unvermischten Platinschwamm bewirkt wird. In: Annalen der Physik und Chemie 27 (1833), S. 557–560 Nr. XIX.
- Verbesserung am Reflexionsgoniometer. In: Annalen der Physik und Chemie 27 (1833), S. 687–688 Nr. XIV.
- Ueber das Verhalten der Kohle gegen das Licht. In: Annalen der Physik und Chemie 35 (1835), S. 468–471 Nr. V.
- Versuche über die Netzbarkeit der Oberflächen verschiedener Körper. In: Annalen der Physik und Chemie 38 (1836), S. 449–455 Nr. XXI.